# Oncidium ottonis
Oncidium ottonis é uma espécie sulina brasileira que vegeta em locais de pouca luminosidade. Pseudobulbos de 4 centímetros de altura, com duas folhas oblongas e estreitas de 15 centímetros de comprimento e cor verde claro. Inflorescências formando racimos pendentes, com até dez flores. Flor de 3 centímetros de diâmetro, de cor amarelo limão brilhante. Labelo grande e rombudo. Nas suas pétalas dorsais aparecem estrias longitudinais, quase pretas.
Floresce na primavera.